# Рікардо Лукареллі
Рікардо Лукареллі Сантос де Соуза (порт. Ricardo Samuel Lucarelli Santos de Souza, нар. 14 лютого 1992) — бразильський волейболіст, олімпійський чемпіон 2016 року.

## Виступи на Олімпіадах
| Олімпіада           | Дисципліна | Місце |
| ------------------- | ---------- | ----- |
| Ріо-де-Жанейро 2016 | волейбол   | 1     |

## Зовнішні посилання
- Рікардо Лукареллі — олімпійська статистика на сайті Sports-Reference.com (англ.) (архівна версія)